# Heliconia griggsiana
Heliconia griggsiana är en enhjärtbladig växtart som beskrevs av Lyman Bradford Smith. Heliconia griggsiana ingår i släktet Heliconia och familjen Heliconiaceae. Inga underarter finns listade.

## Bildgalleri

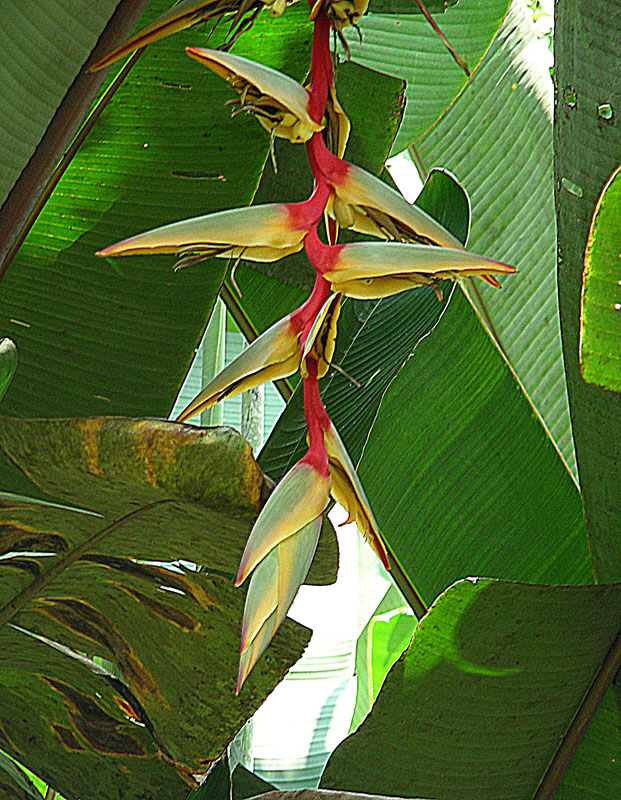